# Rotunda (Olt)
Rotunda es una comuna ubicada en el distrito de Olt, Rumania.

## Superficie
Posee una superficie de 35,43 kilómetros cuadrados.

## Demografía
Hasta 2021 la población era de 2394 habitantes, con una densidad de población de 67,57 habitantes por kilómetro cuadrado.